# 11-я гвардейская армия
11-я гвардейская армия — оперативное войсковое формирование (объединение, гвардейская армия) в составе РККА и СА Вооружённых Сил СССР.
Полное наименование — 11-я гвардейская Краснознамённая армия.
Сокращённое наименование — 11 гв. КА.
Условное наименование — Войсковая часть (В/Ч) № 15215.

## Боевой путь
Преобразована согласно директиве Ставки ВГК от 16 апреля 1943 года из 16-й армии, сформированной в Забайкальском военном округе (ЗабВО) в 1940 году (в Даурии).
Сформирована 1 мая 1943 года.
По состоянию на 1 июня 1943 года включала в себя: управление (штаб), 8-й и 16-й гвардейские стрелковые корпуса, 5-ю, 18-ю, 84-ю гвардейские стрелковые дивизии и 108-ю, 217-ю стрелковые дивизии, 209-ю мотострелковую дивизию, а также артиллерийские, танковые и другие части боевого и тылового обеспечения.
12 июня 1943 года было образовано управление 36-го гвардейского стрелкового корпуса, которому подчинили 5-ю, 18-ю и 84-ю гвардейские стрелковые дивизии армии.
 Входила в состав Западного, с 30 июля Брянского, с 10 октября Прибалтийского (с 20 октября 1943 года 2-го Прибалтийского), с мая 1944 года — 3-го Белорусского фронтов.
Участвовала в Орловской, Брянской, Городокской, Витебской, Белорусской, Гумбиннен-Гольдапской и Восточно-Прусской наступательных операциях.
В составе 3-го Белорусского фронта участвовала в штурме Кёнигсберга, где и закончила войну.
| Указ Президиума Верховного Совета СССР от 17 мая 1945 года. Стрелковые корпуса - Управление 8-го гвардейского стрелкового корпуса — орден Красного Знамени. - 5-я гвардейская стрелковая дивизия — орден Ленина - 83-я гвардейская стрелковая дивизия: - 248-й гвардейский стрелковый полк — орден Кутузова III степени - 252-й гвардейский стрелковый полк — орден Суворова III степени - Управление 16-го гвардейского стрелкового корпуса — почётное наименование Кёнигсбергский (приказ Верховного Главнокомандующего № 084 от 17.05.1945 года): - 137-й отдельный гвардейский батальон связи — орден Красной Звезды - 523-й корпусной артиллерийский полк — орден Суворова III степени - 1-я гвардейская стрелковая дивизия: - 169-й гвардейский стрелковый полк — орден Красного Знамени - 171-й гвардейский стрелковый полк — орден Суворова III степени - 11-я гвардейская стрелковая дивизия: - 27-й гвардейский стрелковый полк — орден Суворова III степени - 33-й гвардейский стрелковый полк — орден Кутузова III степени - 31-я гвардейская стрелковая дивизия: - 97-й гвардейский стрелковый полк — орден Кутузова III степени - 99-й гвардейский стрелковый полк — орден Суворова III степени - Управление 36-го гвардейского стрелкового корпуса — орден Красного Знамени - 16-я гвардейская стрелковая дивизия: - 43-й гвардейский стрелковый полк — орден Суворова III степени - 46-й гвардейский стрелковый полк — орден Кутузова III степени - 49-й гвардейский стрелковый полк — орден Кутузова III степени - 44-й гвардейский артиллерийский полк - орден Александра Невского - 18-я гвардейская стрелковая дивизия — орден Суворова II степени Отдельные части армейского подчинения и приданные части - 149-я армейская пушечная артиллерийская бригада — орден Суворова II степени - 545-й армейский миномётный полк — орден Кутузова III степени - 23-я гвардейская танковая бригада — орден Кутузова II степени - 260-й гвардейский танковый полк прорыва — орден Кутузова III степени - 338-й гвардейский тяжёлый самоходный артиллерийский полк — орден Кутузова III степени - 9-я штурмовая инженерно-сапёрная бригада — орден Кутузова II степени - 66-я инженерно-сапёрная бригада — орден Кутузова II степени - 174-я отдельная рота ранцевых огнемётов — орден Красной Звезды - 1-й отдельный гвардейский Оршанский полк связи - орденом Александра Невского |

Всего во время Великой Отечественной войны армия участвовала в 21-й операции, заняла 14 больших городов, более 11 000 населённых пунктов, в Восточной Пруссии во время Восточно-Прусской операции захватила более 100 укреплённых населённых пунктов.
В армии за годы войны Героями Советского Союза стали 116 военнослужащих и один военнослужащий Дорофеев, Анатолий Васильевич стал Героем Российской Федерации за подвиг, совершённый в годы Великой Отечественной войны.
После войны дислоцировалась в Калининградской области.
В Калининграде в сентябре 1945 года силами личного состава армии сооружён первый в стране мемориал погибшим во время Великой Отечественной войны — 1200 гвардейцам 11-й армии.
Армия участвовала в операции «Дунай» в Чехословакии.

Примечательно, что на учениях «Запад-2009» российская бригада совершила марш железнодорожным транспортом — 450 км до Белоруссии и 420 км по Белоруссии — за семь суток (фантастика)! А ведь во времена СССР 11-я армия Прибалтийского военного округа — две мотострелковые и две танковые дивизии плюс армейский комплект частей — за двое суток преодолели 1200 км и вошли в Чехословакию.— Сайт НВО, 03.08.2018 00:01:00, Анатолий Цыганок, «О роли личности в истории» Последствия войны на Кавказе 2008 года, или Издержки военного строительства в наше время.
Расформирована 1 декабря 1997 года, войска, входившие в её состав, переданы Балтийскому флоту в качестве береговых войск.
С 2006 года в Калининграде действует музей боевой славы 11-й гвардейской армии.

## Состав и изменения в составе армии

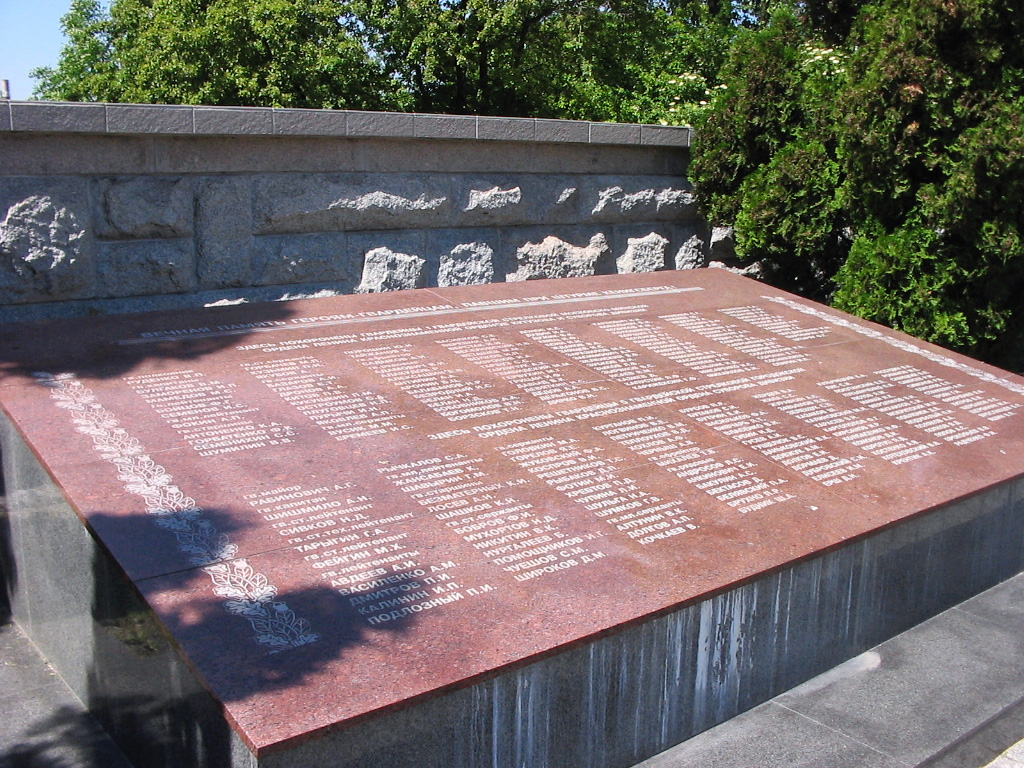
Мемориальная плита с именами погибших воинов 11-й гвардейской армии в Калининграде.

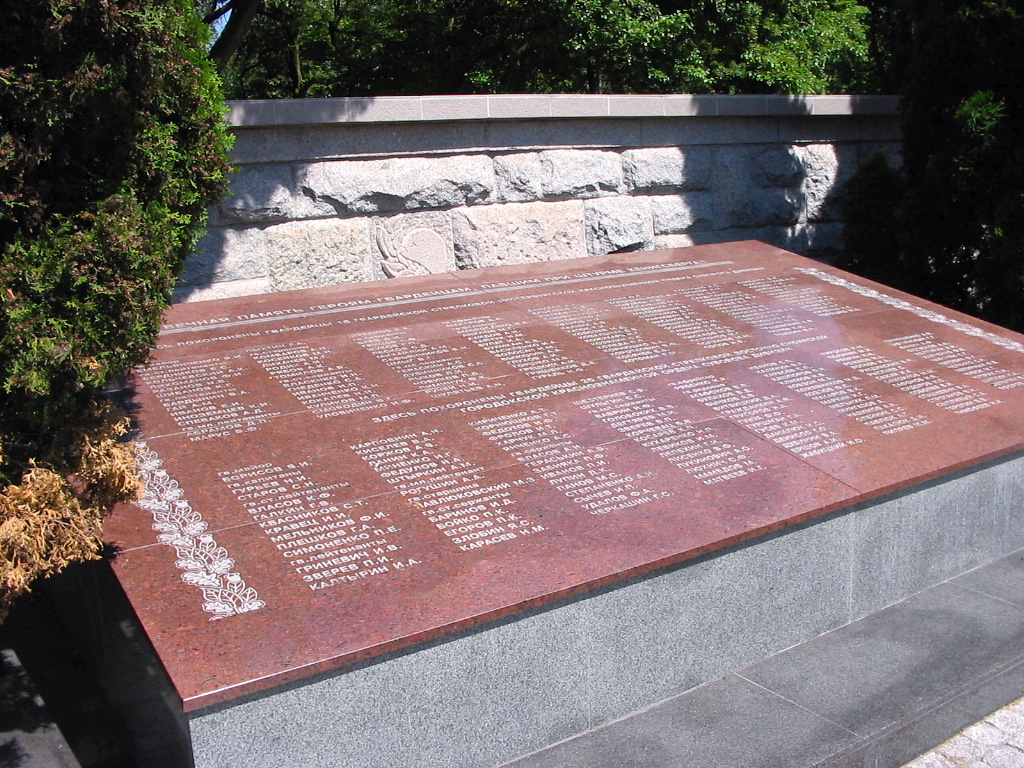
Мемориальная плита с именами погибших воинов 11-й гвардейской армии в Калининграде.

### 1 мая 1945 года[2]
- управление;
- 8-й гвардейский стрелковый Неманский Краснознамённый корпус:
  - 5-я гвардейская стрелковая Городокская ордена Ленина Краснознамённая ордена Суворова дивизия
  - 26-я гвардейская стрелковая Восточно-Сибирская Городокская Краснознамённая ордена Суворова дивизия
  - 83-я гвардейская стрелковая Городокская Краснознамённая ордена Суворова дивизия
- 16-й гвардейский стрелковый Кёнигсбергский Краснознаменный корпус:
  - 1-я гвардейская стрелковая Московско-Минская ордена Ленина Краснознамённая орденов Суворова и Кутузова дивизия
  - 11-я гвардейская стрелковая Городокская ордена Ленина Краснознамённая ордена Суворова дивизия
  - 31-я гвардейская стрелковая Витебская ордена Ленина Краснознамённая ордена Суворова дивизия
- 36-й гвардейский стрелковый Неманский Краснознамённый корпус:
  - 16-я гвардейская стрелковая Карачевская ордена Ленина Краснознамённая ордена Суворова дивизия
  - 18-я гвардейская стрелковая Инстербургская Краснознамённая ордена Суворова дивизия
  - 84-я гвардейская стрелковая Карачевская Краснознамённая ордена Суворова дивизия

Части связи:
- 1-й отдельный гвардейский Оршанский[3] ордена Александра Невского[4] полк связи[5]

### 1945—1946 года[6]
- В июле 1945 года на базе управления 11 Гв. А, оставшейся в Кёнигсберге в качестве высшего войскового штаба Красной Армии, было сформировано управление Особого военного округа, объединявшего войска на территории северной (отошедшей к СССР) части бывшей Восточной Пруссии.

27 февраля 1946 года Особый военный округ был упразднён, а его территория и войска были включены в состав Прибалтийского военного округа с восстановлением управления 11-й гвардейской армии.
В результате послевоенного сокращения Вооружённых Сил СССР и их преобразования в составе армии прошли следующие изменения:
- управление 8-го гвардейского корпуса в июне 1946 года было передано в состав воздушно-десантных войск;
- 11-я, 83-я и 84-я гвардейские стрелковые дивизии были расформированы;
- В состав армии была включена 28-я гвардейская механизированная дивизия, сформированная из частей 2-го гвардейского кавалерийского корпуса 1-го Белорусского фронта;
- 18-я гвардейская стрелковая дивизия была преобразована в 30-ю гвардейскую механизированную дивизию;
- 31-я гвардейская стрелковая дивизия была преобразована в 29-ю гвардейскую механизированную дивизию;
- В состав армии была передана 1-я танковая дивизия (формирования 1945 года), преобразованная из 1-го танкового корпуса 3-го Белорусского фронта;

### Середина 1950-х годов
- управление;
- 1-я танковая дивизия (формирования 1945 года);
- 2-й гвардейский стрелковый корпус:
  - 3-я гвардейская стрелковая дивизия;
  - 28-я гвардейская механизированная дивизия;
- 16-й гвардейский стрелковый корпус:
  - 1-я гвардейская стрелковая дивизия;
  - 26-я гвардейская стрелковая дивизия;
  - 29-я гвардейская механизированная дивизия;
- 36-й гвардейский стрелковый корпус:
  - 5-я гвардейская стрелковая дивизия;
  - 16-я гвардейская стрелковая дивизия;
  - 30-я гвардейская механизированная дивизия.

### 1957 год
- управление;
- 28-я гвардейская механизированная дивизия преобразована в 40-ю гвардейскую танковую дивизию;
- 29-я гвардейская механизированная дивизия преобразована в 31-ю гвардейскую мотострелковую дивизию;
- 30-я гвардейская механизированная дивизия преобразована в 30-ю гвардейскую мотострелковую дивизию;
- 1-я, 5-я, 16-я, 26-я гвардейские стрелковые дивизии преобразованы в 1-ю, 5-ю, 16-ю и 26-ю гвардейские мотострелковые дивизии;
- Управления 2-го, 16-го, 36-го гвардейских стрелковый корпусов, вероятно, были расформированы в конце 1950-х годов.

### 1960-е года
- управление;
- 1960 год — расформирована 5-я гвардейская мотострелковая дивизия, её 12 гв.мсп (Гвардейск) передан в состав 1-й гвардейской мотострелковой дивизии
- 1965 год — 30-я гвардейская мотострелковая дивизия преобразована в 18-ю гвардейскую мотострелковую дивизию
- 1968 год — 18-я гвардейская мотострелковая дивизия передана в состав Центральной группы войск (ЧССР)
- 1968 год — 31-я гвардейская мотострелковая дивизия передана в состав войск Забайкальского военного округа, где в 1977 году была переформирована в 21-ю гвардейскую танковую дивизию.

### 1988 год
- Управление, штаб и 360-й отдельный батальон охраны и обеспечения, в/ч № 15215 (г. Калининград)[6][7]
- Управление, 767-й отдельный батальон охраны и обеспечения (г. Калининград)
- 1-я танковая Инстербургская Краснознамённая дивизия (г. Калининград)
- 40-я гвардейская танковая Померанская Краснознамённая, ордена Суворова дивизия (г. Советск)
- 1-я гвардейская мотострелковая Пролетарская, Московско-Минская ордена Ленина, дважды Краснознамённая, орденов Суворова и Кутузова дивизия (г. Калининград)
- 26-я гвардейская мотострелковая дивизия (г. Гусев)[~ 1]
- 463-я ракетная бригада (г. Советск)
- 295-я зенитная ракетная бригада (п. Долгоруково)
- 115-я бригада материального обеспечения (г. Калининград)
- 710-й пушечный артиллерийский полк (г. Калининград)
- 939-й реактивный артиллерийский полк (г. Калининград)
- 993-й противотанковый артиллерийский полк (г. Калининград)
- 1-й отдельный гвардейский Оршанский[3] ордена Александра Невского[8] полк связи (г. Калининград)
- 288-й отдельный вертолётный полк (Нивенское)
- 46-й понтонно-мостовой полк (Городково)
- 125-й отдельный инженерно-дорожный полк (Мамоново)
- 159-й отдельный радиотехнический полк ОсНаз (г. Гвардейск)
- 77-я отдельная рота специального назначения (г. Черняховск)
- 1139-й отдельный десантно-штурмовой батальон (г. Черняховск)
- 435-й отдельный радиорелейно-кабельный батальон (г. Черняховск)
- 13-й отдельный радиотехнический батальон ПВО (г. Черняховск)
- 60-й отдельный переправочно-десантный батальон (г. Калининград)
- 362-й отдельный понтонно-мостовой батальон (г. Советск)
- 1541-й отдельный батальон РЭБ (г. Калининград)
- 11-й отдельный батальон химической защиты (г. Калининград)
- 750-й отдельный батальон засечки и разведки (г. Калининград)
- 427-й отдельный автомобильный батальон (г. Калининград)
- 87-я смешанная авиационная эскадрилья (аэр. Луговое)
- 552-й отдельный инженерно-сапёрный батальон (Мамоново)
- 256-й отдельный ремонтно-восстановительный батальон (г. Калининград)

## Награды
Орден Красного Знамени — за большие заслуги в деле защиты Отечества и достигнутые высокие результаты в боевой подготовке в честь 50-летия Советских Вооружённых Сил. Указ Президиума Верховного Совета СССР от 22 февраля 1968 года.

## Командование
Командующие:
- Баграмян, Иван Христофорович, гвардии генерал-лейтенант, с 27.08.1943 гвардии генерал-полковник (17.04.1943 — 15.11.1943).
- Ксенофонтов, Александр Сергеевич, гвардии генерал-майор, (16.11.1943 — 25.11.1943).
- Галицкий, Кузьма Никитович , гвардии генерал-лейтенант, с 28.6.1944 гвардии генерал-полковник (26.11.1943 — 9.07.1945).
- Галицкий, Кузьма Никитович , гвардии генерал-полковник, (26.02.1946 — 24.10.1946).
- Горбатов, Александр Васильевич, гвардии генерал-полковник, (25.10.1946 — 27.03.1950).
- Батов, Павел Иванович, гвардии генерал-полковник, (27.03.1950 — 8.06.1954).
- Кошевой, Пётр Кириллович, гвардии генерал-полковник, (8.06.1954 — 15.07.1955).
- Гусаковский, Иосиф Ираклиевич, генерал-лейтенант танковых войск, (15.07.1955 — 16.04.1958).
- Марченко, Ефим Тимофеевич, гвардии генерал-майор, с 25.05.1959 г. гвардии генерал-лейтенант, (16.04.1958 — 23.09.1960).
- Повалий, Михаил Иванович, гвардии генерал-лейтенант, (23.09.1960 — 13.12.1961).
- Амбарян, Хачик Минасович, гвардии генерал-майор, с 27.04.1962 г. гвардии генерал-лейтенант, (13.12.1961 — 19.03.1966)
- Алтунин, Александр Терентьевич, гвардии генерал-майор, с 23.02.1967 г. гвардии генерал-лейтенант, (19.03.1966 — 28.06.1968).
- Науменко, Юрий Андреевич, гвардии генерал-лейтенант, (28.06.1968 — 16.10.1971).
- Сухоруков, Дмитрий Семёнович, гвардии генерал-лейтенант, (4.11.1971- 20.03.1974).
- Иванов, Александр Алексеевич, гвардии генерал-майор танковых войск, с 14.02.1977 г. гвардии генерал-лейтенант, (20.03.1974 — март 1979).
- Петров, Юрий Викторович, гвардии генерал-майор, с 5.05.1980 г. гвардии генерал-лейтенант, (март 1979 — июль 1982).
- Платов, Владимир Иванович, гвардии генерал-майор, с 28.04.1984 г. гвардии генерал-лейтенант, (июль 1982—1985)
- Сабуров, Георгий Иванович, гвардии генерал-майор, (1985—1986)
- Мельничук, Фёдор Иванович, гвардии генерал-лейтенант, (1986—1988).
- Греков, Юрий Павлович, гвардии генерал-майор, (1988 — 4.01.1989).
- Корецкий, Анатолий Григорьевич, гвардии генерал-майор, (1990—1992)
- Николаев, Андрей Иванович, гвардии генерал-майор, (февраль — июль 1992).
- Пименов, Анатолий Иванович, гвардии генерал-лейтенант, (1992—1997).

Члены Военного совета:
- Куликов, Пётр Николаевич, гвардии генерал-майор танковых войск (май 1943 — июнь 1945 года)
- Губин, Иван Архипович, гвардии генерал-майор (1967 — 1970)

Начальники штаба:
- Гришин, Иван Тихонович, гвардии полковник, гвардии генерал-майор (с 3 мая 1942 года), (апрель — июнь 1943 года)
- Иванов, Николай Петрович, гвардии генерал-майор, (июнь — декабрь 1943 года)
- Бобков, гвардии генерал-майор (? — январь 1944 года)
- Семёнов, Иван Иосифович, гвардии генерал-майор, гвардии генерал-лейтенант (февраль 1944 года — апрель 1945, май-июль 1945 года)

Командующие артиллерией:
- Семёнов, Пётр Сергеевич, гвардии генерал-лейтенант артиллерии, (апрель 1943 — май 1945)

Командующие бронетанковыми и механизированными войсками:
- А.Бурлыга, гвардии полковник, (?- февраль — август 1944 — ?)
- Прокопец Н. И., гвардии полковник, (5 январь 1945 — июнь 1945)

## Отличившиеся воины армии
| Управление армии - Галицкий, Кузьма Никитович, гвардии генерал-полковник, командующий армией. Указ Президиума Верховного Совета СССР от 19.04.1945 года. Медаль «Золотая Звезда» № 5036. - Григоренко, Михаил Георгиевич, гвардии полковник, начальник штаба инженерных войск армии. Указ Президиума Верховного Совета СССР от 5.05.1945 года. Медаль «Золотая Звезда» № 5082. - Семёнов, Пётр Сергеевич, гвардии генерал-лейтенант, командующий артиллерией армии. Указ Президиума Верховного Совета СССР от 19.04.1945 года. Медаль «Золотая Звезда» № 5040. Стрелковые корпуса - 8-й гвардейский стрелковый корпус- 50 Героев Советского Союза, 1 Герой Российской Федерации, 5 кавалеров ордена Славы 3-х степеней. - 16-й гвардейский стрелковый корпус — 41 Герой Советского Союза, 8 кавалеров ордена Славы 3-х степеней. - 36-й гвардейский стрелковый корпус — 10 Героев Советского Союза, 2 кавалера ордена Славы 3-х степеней. | Соединения и части армейского подчинения - 1-й танковый Инстербургский Краснознамённый корпус: - Антонов, Иван Николаевич, капитан, командир танковой роты Т-34 326-го танкового батальона 117-й танковой бригады. Указ Президиума Верховного Совета СССР от 24.04.1944 г. Звание присвоено посмертно. - Прудкий, Николай Петрович, лейтенант, командир взвода разведки 89-й танковой бригады. Указ Президиума Верховного Совета СССР от 4.06.1944 г. Звание присвоено посмертно. - Рудык, Николай Мартынович, старший лейтенант, командир танковой роты Т-34 326-го танкового батальона 117-й танковой бригады. Указ Президиума Верховного Совета СССР от 24.04.1944 г. Звание присвоено посмертно. - 2-й гвардейский танковый Тацинский Краснознамённый ордена Суворова корпус : - Ахтямов, Сабир Ахтямович, гвардии рядовой, номер противотанкового ружья 2-го мотострелкового батальона 4-й гвардейской мотострелковой бригады. Указ Президиума Верховного Совета СССР от 24.03.1945 г. - Бикбов, Евгений Архипович, гвардии сержант, командир отделения моторизованного батальона автоматчиков 25-й гвардейской танковой бригады. Указ Президиума Верховного Совета СССР от 24.03.1945 г. - Волков, Александр Павлович, гвардии лейтенант, командир взвода моторизованного батальона автоматчиков 26-й гвардейской танковой бригады. Указ Президиума Верховного Совета СССР от 24.03.1945 г. - Голоскоков, Владимир Алексеевич, старший сержант, командир орудия (наводчик) СУ-76 1500-го самоходного артиллерийского полка. Указ Президиума Верховного Совета СССР от 24.03.1945 г. - Ольшевский, Николай Михайлович, гвардии младший лейтенант, командир танка 26-й гвардейской танковой бригады. Указ Президиума Верховного Совета СССР от 24.03.1945 г. Умер от ран 22.08.1944 г. - Фроликов, Дмитрий Георгиевич, гвардии младший лейтенант, командир взвода 4-й гвардейской мотострелковой бригады. Указ Президиума Верховного Совета СССР от 24.03.1945 г. Погиб в бою 2.02.1945 г. - 66-я инженерно-сапёрная бригада: - Фальмонов, Михаил Тимофеевич, капитан, заместитель командира 243-го отдельного инженерно-сапёрного батальона. Указ Президиума Верховного Совета СССР от 24.03.1945 г. - 2-я гвардейская моторизованная штурмовая инженерно-сапёрная бригада: - Харитонов, Василий Дмитриевич, младший лейтенант, командир танка-тральщика 148-го отдельного инженерного танкового полка. Указ Президиума Верховного Совета СССР от 5.12.1944 г. - Шапошников, Владимир Михайлович, гвардии подполковник, начальник штаба бригады. Указ Президиума Верховного Совета СССР от 29.06.1945 г. Навечно зачислены в списки личного состава частей : - Гвардии младший сержант Ахмедов, Тургун, наводчик станкового пулемёта 169-го гвардейского стрелкового полка 1-й гвардейской стрелковой дивизии. - Гвардии старшина Дадаев, Степан Павлович, стрелок 17-го гвардейского стрелкового полка 5-й гвардейской стрелковой дивизии. - Гвардии ефрейтор Колосков, Алексей Алексеевич, наводчик истребительно-противотанковой артиллерийской батареи 197-го гвардейского стрелкового полка 1-й гвардейской стрелковой дивизии. - Гвардии рядовой Кукунин, Сергей Александрович, пулемётчик 40-го гвардейского стрелкового полка 11-й гвардейской стрелковой дивизии.Закрыл своим телом амбразуру пулемёта. - Подполковник Лизюков, Пётр Ильич, командир 46-й истребительно-противотанковой артиллерийской бригады. |

## Герои
- И. Н. Антонов
- С. С. Гурьев
- А. И. Соммер
- А. В. Дорофеев Герой России

## Память
Мемориал 1200 гвардейцам в Калининграде — братская могила и памятник воинам 11-й гвардейской армии, погибшим при штурме Кёнигсберга.